# 長延寺
長延寺（ちょうえんじ）は、東京都杉並区和田一丁目にある曹洞宗の寺院。山号は萬昌山（ばんしょうざん）。
かつては江戸市ヶ谷に所在した寺で、旧地には市谷長延寺町という地名が残る。境内に「ぼたもち地蔵」があり、「ぼたもち寺」の別称がある。

## 歴史
文禄3年（1596年）、江戸市谷に創建。実質的な開山者は笑岩長闇である。笑岩長闇は徳川家康が浜松で帰依していた僧で、江戸入りの際に伴われた。笑岩長闇は師の喚英長応（上野国長年寺10世）を当寺の開山とし、自らを2世と位置づけた。
開基は当初成瀬正成（犬山城主）とされていたが、その後成瀬氏は檀家を離れた。寛文元年（1661年）、今川直房（範英）を当寺に葬ったのを機に、今川直房を開基として改めた。以後、今川氏の菩提寺となり、歴代当主の葬地となった。明治42年（1909年）、現在地に移転。

## 施設・史跡
- 牡丹餅地蔵
次のような伝承から、子授け・子育ての信仰を集める。
寺が市ヶ谷にあったころ、門前の桶屋の夫婦が地蔵に願掛けをしたところ、子を授かった。しかし、母子は産後の肥立ちが悪く危険な状態にあった。父が再び願掛けをすると、地蔵は小僧に姿を変えて牡丹餅を与えた。この牡丹餅を食べた母は回復して乳の出もよくなり、子も元気に育ったという[1]。
- 墓地
  - 土肥黙翁・土肥霞洲父子（ともに儒者）の墓
  - 鈴木重胤（国学者）の墓
  - 杉浦梅潭（幕臣・漢詩人）の墓
  - 木村荘八（画家）の墓

## アクセス
- 東京メトロ丸ノ内線東高円寺駅下車